# Eduardo Saidi Tingatinga
Eduardo Saidi Tingatinga (1937-1972) est un artiste peintre africain autodidacte né au Mozambique et ayant vécu en Tanzanie. Il est, dans ce dernier pays, à l'origine d'un mouvement pictural qui porte son nom (Tingatinga). Il est abattu en 1972 par la police qui le confond avec un malfaiteur.